# Private Benjamin (TV serija)
Private Benjamin je američka humoristička TV serija koja se od 1981. do 1983. emitirala na CBS-u. Njeni autori su nastojali iskoristiti enormnu popularnost istoimenog igranog filma iz 1980. godine.
Zaplet se temeljio na zgodama i nezgodama Judy Benjamin (Lorna Patterson), razmažene djevojke iz otmjenog društva koja je stjecajem okolnosti završila kao obični redov u vojsci. Iako je popularna među ostalim regrutima, njen nedostatak discipline izaziva bijes pretpostavljenih, posebno kapetana Doreen Lewis (Eileen Brennan).
Serija se na programu uspjela održati dvije sezone, a to mnogi tumače time da je Patterson nedostajao komičarski talent Goldie Hawn, koja je tumačila naslovni lik u filmskoj verziji. S druge strane, Brennan je ponovila ulogu iz filma te za nju bila nagrađena "Emmyjem" i Zlatnim globusom.

## Spoljašnje veze
- Private Benjamin на веб-сајту  (језик: енглески)